# Simeon ben Shetach
Simeon ben Shetach ou Shimon ben Shetach ou Shatach (em hebraico:  שמעון בן שטח) por volta de 140-60 A.C, era um estudioso fariseu e Nasi do Sinédrio durante o reinou de Alexandre Janeu (c. 103-76 A.C) e seu sucessor, a rainha Salomé Alexandra (c. 76-67 A.C), que era irmã de Simeão. Ele estava, portanto, intimamente ligado à corte, desfrutando, pelo menos inicialmente, do favor de Alexandre.
Embora seja um rabino de profissão, diz-se que a omissão de um epíteto quando referido na literatura rabínica atesta sua grandeza como um sábio rabínico, classificado com Hillel.
A rua Shim'on ben Shatah, no centro de Jerusalém, leva seu nome.[carece de fontes?]

## Sob Alexandre Janeu
Durante o reinado de Alexandre, o Sinédrio consistia quase inteiramente de saduceus; no entanto, Simeão conseguiu expulsar alguns dos membros saduceus e substituí-los por fariseus.  Tendo conseguido isso, Simeon lembrou de Alexandria, no Egito, os fariseus que foram obrigados a buscar refúgio no país durante o reinado de Alexandre Janeu, entre esses fugitivos sendo Joshua ben Perachya, ex- Nasi.  Joshua foi eleito presidente novamente e Simeon assumiu o cargo de vice-presidente.  Com a morte de Joshua, Simeon tornou-se presidente e Judah ben Tabbai vice-presidente. A atitude de Alexandre Janeu em relação aos fariseus, no entanto, logo sofreu uma mudança; e foram novamente obrigados a fugir, até o próprio Simeão sendo obrigado a se esconder.  Nessa época, certos enviados partas chegaram à corte de Alexandre e foram convidados à mesa do rei, onde notaram a ausência de Simeon, por cuja sabedoria haviam lucrado em visitas anteriores. Com a garantia do rei de que ele não faria mal ao fugitivo, a rainha fez com que o irmão voltasse à corte. Após seu reaparecimento, Simeon substituiu-se entre o casal real com uma demonstração de autoconsciência que surpreendeu o rei; então Simeon observou: "A sabedoria que eu sirvo me concede uma posição igual aos reis". 
Durante o mandato de Simeon ben Shetach como chefe do Sinédrio, o tribunal deixou de cobrar multas em ações monetárias (hebraico: dinei mamonot ), conforme prescrito na Lei de Moisés.  Foi também durante seu mandato que ele decretou a regra de conduta que um rei [israelita] não deve julgar, nem homens para julgá-lo, por causa de um incidente que ocorreu com um dos servos do rei Janeu que cometera assassinato. 

## Atividade sob Alexandra
Depois que Simeon voltou, ele gostou do favor do rei. Após a morte do rei, a rainha Alexandra conseguiu o governo; e Simeão e seu partido, os fariseus, obtiveram grande influência. Juntamente com seu colega Judah ben Tabbai, Simeon começou a substituir os ensinamentos saduceus e a restabelecer a autoridade da interpretação farisaica da Torá. Ele é, portanto, chamado "o restaurador da Lei", que "devolveu à coroa o aprendizado de seu brilho anterior".  Simeon descartou o código penal que os saduceus haviam introduzido como um complemento ao código bíblico;  e quase todos os ensinamentos e princípios introduzidos por ele são dirigidos contra a interpretação saduceia da lei. Das promulgações de Simeon, duas foram de especial importância. Um consistia na restrição de divórcios, que eram então de ocorrência frequente. Simeon providenciou que o marido pudesse usar o presente de casamento prescrito (" ketubah ") em seus negócios, mas que toda a sua fortuna deveria ser responsabilizada por isso.  Na medida em que um marido de pequenos recursos mal podia se dar ao luxo de retirar uma quantia em dinheiro de seus negócios, a decisão de Simeon tendia a verificar divórcios apressados. O outro ato importante se refere à instrução dos jovens. 

## Fundou escolas populares
Até a época de Simeon, não havia escolas na Judéia, e a instrução dos filhos era, de acordo com os preceitos bíblicos, deixada a seus pais. Simeon ordenou que Yeshivas fossem estabelecidas nas cidades maiores nas quais os jovens pudessem receber instruções nas Escrituras Sagradas, bem como no conhecimento tradicional da Lei. 

## Caça às bruxas e morte do filho
Em um caso significativo de uma caça às bruxas, em um único dia a corte de Simeon ben Shetach condenou à morte oitenta mulheres em Ascalão, que haviam sido acusadas de feitiçaria.   Os parentes dessas mulheres, cheios de desejo de vingança, trouxeram testemunhas igualmente falsas contra o filho de Simeon, a quem acusaram de um crime que envolvia pena de morte; e como resultado dessa acusação, ele foi condenado à morte. No caminho para o local da execução, as testemunhas retrataram seu testemunho. Simeon ben Shetach tentou reabrir o caso. O filho de Simeon protestou que, de acordo com a Lei, uma testemunha não deve ser acreditada quando ele retira uma declaração anterior, e ele disse ao pai: "Se você procura obter a salvação, considere-me como um limiar [em direção a esse objetivo]. "  A execução prosseguiu. Esse evento pode ter sido o motivo pelo qual Simeon emitiu um aviso de que as testemunhas devem sempre ser cuidadosamente interrogadas. 

## Equidade
A justiça de Simeon para com os gentios é ilustrada pela seguinte narrativa: Simeon viveu em circunstâncias humildes, sustentando a si e à sua família realizando um pequeno negócio em artigos de linho. Certa vez, seus alunos lhe deram um burro que haviam comprado de um comerciante gentio. Usando a fórmula legal prescrita pelo Talmud, eles disseram "Quando pagamos a você, este burro e tudo nele são nossos". Depois de receber o presente, Simeon removeu a sela e descobriu uma joia cara. Os alunos disseram alegremente a seu mestre que ele poderia deixar de labutar, já que os lucros da joia o tornariam rico - a fórmula legal da venda significava que a joia agora era propriedade dele. Simeon, no entanto, respondeu que, embora a carta da lei afirmasse que eles estavam certos, ficou claro que o vendedor não tinha intenção de vender a joia junto com o animal. Simeon devolveu a gema ao mercador, que exclamou: "Louvado seja o Deus de Simeon ben Shetach!" 

## Citações
Seja diligente ao consultar as testemunhas e tenha cuidado com suas palavras, para que elas não aprendam a mentir.  